# Байрамов, Вюгар Ибад оглы
Байрамов, Вюгар Ибад оглы (азерб. Vüqar İbad oğlu Bayramov; род. 13 июня 1975, Ашагы-Гюзляк, Физулинский район) — экономист, экономический эксперт, основатель первого мозгового центра Азербайджана. Депутат Национального Собрания Азербайджана VI и VII созывов. 

## Биография
Родился 13 июня 1975 года в селе Ашагы Гюзлек Физулинского района.  Начальное образование получил в Физулинском районе. Затем переехал с семьёй в Баку. В 1992 году поступил в Азербайджанский государственный экономический университет, окончив который сразу же продолжил своё образование в аспирантуре того же университета.
В 2001 году принял участие в образовательной программе в Канаде. В 2002-2004 годах продолжил образование в Университете Вашингтона США

### Карьера
Является основателем Центра экономического и социального развития, который является первым мозговым центром в Азербайджане.
По результатам внеочередных парламентских выборов, состоявшихся 9 февраля 2020 года избран депутатом VI созыва Милли Меджлиса Азербайджана.
В 2024 году на парламентских выборах в Азербайджане, которые состоялись 1 сентября, одержал победу в Физулинском избирательном округе №84. Официально избран депутатом Милли Меджлиса Азербайджана седьмого созыва, первое заседание которого состоялось 23 сентября 2024 года.
По версии Королевского исламского центра стратегических исследований Аммана является из 5 азербайджанцев среди 500 влиятельных мусульман мира 2010 года.